# Miguel Navarro Viola
Miguel Navarro Viola (Buenos Aires, 1830 - id., junio de 1890) fue un periodista y político argentino del siglo XIX.

## Juventud
Estudió en el Colegio de los jesuitas de Buenos Aires, y más tarde en el Colegio Republicano Federal, continuador de éste. Al morir su padre, fue nombrado su tutor el doctor Vicente López y Planes.
Desde muy joven editó, con sus amigos, diversas publicaciones irónicas o humorísticas. Se recibió de abogado en 1848, después de tener todo tipo de problemas en el colegio y en la Universidad de Buenos Aires, por sus publicaciones irreverentes.
En 1848 publicó con José Antonio Wilde el periódico Mosaico Literario, y por unos años se dedicó al derecho y la literatura de inspiración romántica. En 1852, poco después de la batalla de Caseros, comenzó a publicar el periódico El Padre Castañeda, junto con Benjamín Victorica.
Al ser depuesto de su cargo de gobernador López y Planes, a mediados de septiembre lo acompañó a Montevideo, donde fue profesor de un colegio.

## El Plata Científico y Literario
Regresó a Buenos Aires en 1855 y fundó una revista enciclopédica que llamó El Plata Científico y Literario; llegó a editar 7 tomos de 200 páginas cada uno. Escribían en él Vicente López y Planes, Vicente Fidel López, Miguel Cané, Juan María Gutiérrez, Lucio V. Mansilla, Tomás Guido, Juan Bautista Alberdi y varios otros. Poco después tuvo que discontinuar la edición, por haber sido nombrado juez penal de Dolores, pero siguió publicándolo con frecuencia variable.
En 1856 fue diputado a la legislatura provincial, e intervino activamente en las leyes de reparto de tierras fiscales. Fue opositor al juicio contra Juan Manuel de Rosas, destinado de entrada a condenarlo antes del juicio mismo, y para apoderarse de sus bienes, que por otro lado ya estaban confiscados. Publicó gran cantidad de notas en La Reforma Pacífica, de Nicolás Calvo, periódico dedicado a fomentar la unidad nacional. Por ello, en 1859, al estallar la guerra con la Confederación Argentina, huyó a Montevideo, acusado de conspiración.
Tras la batalla de Cepeda y un breve paso por Paraná, regresó a Buenos Aires. Permaneció relativamente alejado de la política tras el triunfo unitario en la batalla de Pavón.

## Oposición a Mitre
A partir de fines de 1863 se dedicó a organizar manifestaciones en contra de la revolución de Venancio Flores en Uruguay, que contaba con el apoyo de Bartolomé Mitre y el del Imperio del Brasil, contra la agresión española al Perú, y en festejo por la reelección de Abraham Lincoln en los Estados Unidos. Se manifestó a favor de la resistencia del Chacho Peñaloza contra la dominación liberal del interior. Domingo F. Sarmiento lo cita en su clásica obra, "El Chacho", como el único ciudadano culto que apoyaba a Peñaloza.
Fue un destacado opositor a la Guerra del Paraguay, y fue duramente perseguido por ello. Fue arrestado por haber publicado el libro Atrás el Imperio, contra la Triple Alianza, pero fue puesto en libertad por falta de pruebas en su contra. Debido a su liberación y la de otros opositores, el presidente Bartolomé Mitre logró la ley de estado de sitio a todo el país; gracias a ella, pudo clausurar todos los periódicos opositores y arrestar a decenas de influyentes opositores. Navarro Viola logró ser expulsado a Montevideo, donde publicó el alegato Contra la tiranía del estado de sitio, en que demostraba que ésta era muy poco diferente a los poderes extraordinarios que se le habían concedido a Rosas y que la Constitución prohibía expresamente.

## La década de 1870
A fines de 1867, tras el asesinato de Venancio Flores, se vio obligado a huir también del Uruguay, y se radicó en Entre Ríos. Apoyó la candidatura de Justo José de Urquiza a la presidencia en 1868, y más tarde fue candidato opositor a senador nacional por Buenos Aires.
Regresó a Buenos Aires en 1869, y organizó varias listas opositoras, para después organizar, junto con José Hernández, el ingreso de los opositores a Mitre al Partido Autonomista de Adolfo Alsina; de esta manera, éste cambiaría radicalmente su postura unitaria por otra más nacional. Fue vicepresidente de la comisión reformadora de la constitución provincial, y llegó a senador provincial en 1873. Preocupado, sobre todo, por los problemas de sanidad pública, aconsejó el cierre de los saladeros del Riachuelo. En ese mismo año, junto a Enrique Quintana, Navarro Viola ordena la fundación de los pueblos de Pontevedra y Billinghurst, en la Provincia de Buenos Aires.
Más tarde fue miembro del Consejo Nacional de Educación, del Instituto Histórico y Geográfico, de la Sociedad de Amigos de la Historia Natural y de la Facultad de Humanidades de la Universidad de Buenos Aires. Edificó a su costa la iglesia de San Cristóbal.
Era un entusiasta divulgador de lo que consideró valioso de la cultura argentina, en una época en que se creía que lo único valioso era lo europeo. Su libro más importante fue "Bosquejo Histórico de las Repúblicas Sudamericanas", a los que se suman Enjuiciamiento de Rosas, Abolición del cristianismo en la enseñanza, El descanso del domingo, y varias obras más.
Entre las obras que editó, se destacan, además de El Plata Científico y Literario, la Revista de Buenos Aires entre 1863 y 1871 – dirigida durante su ausencia del país por Vicente Quesada – y la Biblioteca Popular de Buenos Aires, con 36 obras, en general traducciones de obras de católicos franceses, entre 1878 y 1883.

## Últimos años
En 1882 fue diputado nacional, y enseguida se unió a la oposición católica a las reformas laicas, especialmente al Congreso Pedagógico Nacional, copado por los anticlericales. Fue uno de los fundadores del periódico católico La Unión. Dirigió importantes campañas contra el presidente Julio Argentino Roca, del cual se consideraba un amigo en lo personal; su hijo Alberto era secretario del presidente. Dirigió la débil oposición a la candidatura de Miguel Juárez Celman en 1886, y fue un destacado opositor de su gobierno.
En 1890 se unió a la Unión Cívica, participó en la gestación de la Revolución del Parque, y fue uno destacado orador en el mitin del Jardín Florida.
Pero no llegó a ver la revolución en marcha: falleció en Buenos Aires en junio de 1890.